# Liftschneise

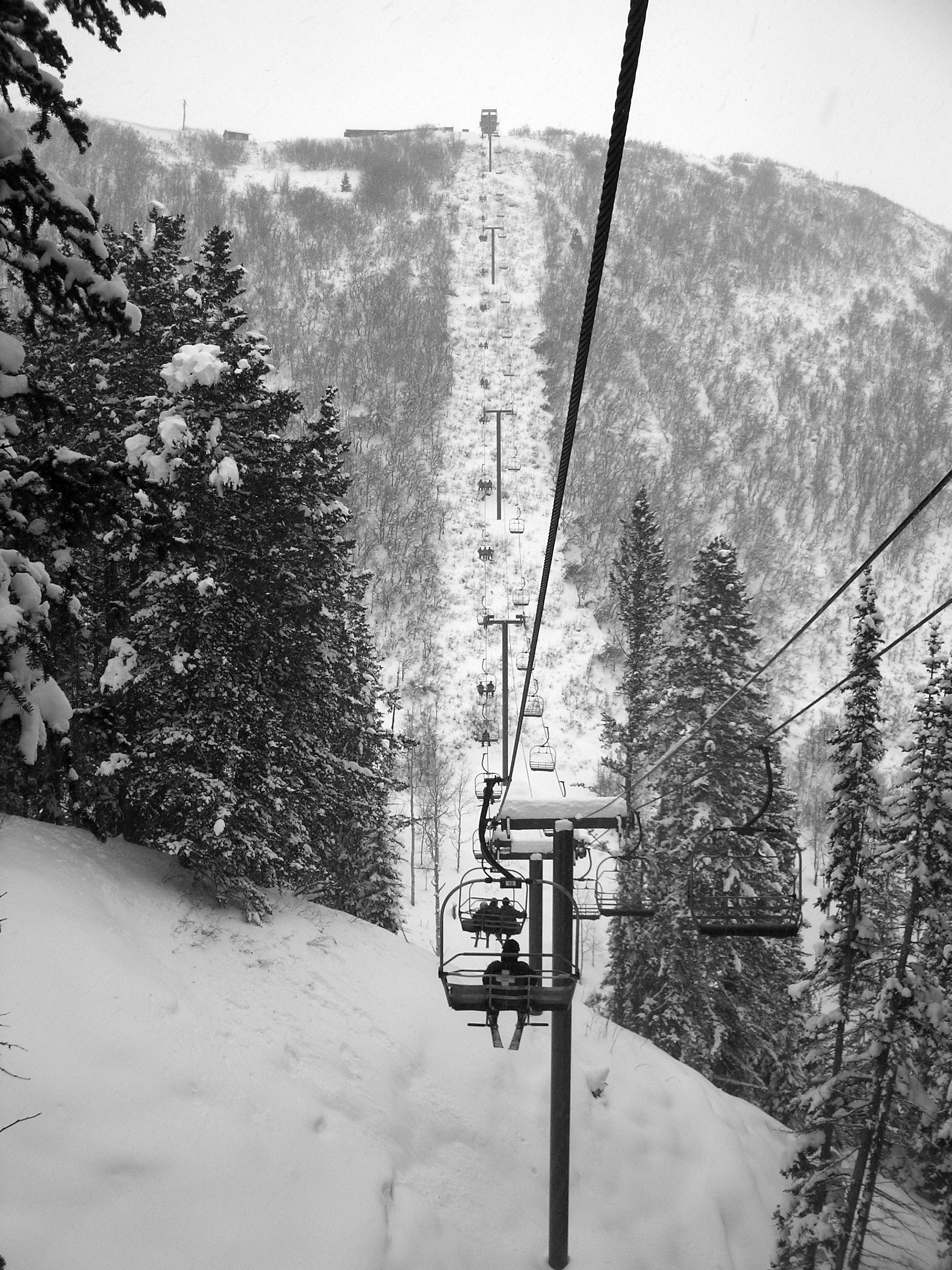
Die Liftschneise eines Sessellifts

Eine Liftschneise ist ein entwaldeter Geländestreifen (eine Schneise), auf dem ein Skilift oder eine Seilbahn betrieben werden kann. Die Liftschneise kommt vor allem in höher gelegenen Wäldern wie in den Alpen vor. Die Liftschneise dient der Betriebssicherheit der Seilbahnanlage. Der Seilbahnbetreiber ist daher verpflichtet, die Liftschneise ausreichend breit offen zu halten und störende sowie standunsichere Bäume und Büsche frühzeitig zu entfernen (Baumkontrolle). Die Grundeigentümer sind verpflichtet, die Offenhaltung und alle damit zusammenhängenden Arbeiten zu dulden (in der Regel ist dies eine gesetzliche Dienstbarkeit, teilweise auch auf Vertrag beruhende Duldungspflicht).
Bei der Renaturierung von Skigebieten müssen die Liftschneisen ebenso wie die Abfahrtsschneisen berücksichtigt und bei Bedarf wieder aufgeforstet werden.